# Épreville-en-Lieuvin

Épreville-en-Lieuvin este o comună în departamentul Eure, Franța. În 1 ianuarie 2022 avea o populație de 199 de locuitori.